# Meônio
Meônio (português brasileiro) ou Meónio (português europeu) (em latim: Maeonius) foi um provável membro da família reinante de Palmira, que durante um curto período se assumiu como usurpador romano contra o imperador Galiano (r. 253–268), um dos Trinta Tiranos da História Augusta. Primo ou sobrinho de Odenato (r. 252–267), assassinou-o com o filho dele Heranes I em 267, por iniciativa própria ou por conspiração com a esposa do falecido, Zenóbia (r. 267–272). Segundo a História, declarou-se imperador, mas foi logo assassinado por suas tropas, enquanto segundo outras fontes foi morto a mando de Zenóbia.

## Vida

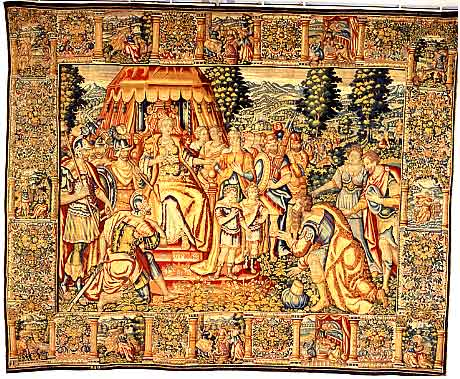
Condenação à morte de Meônio por Zenóbia numa tapeçaria flamenga do final do século XVI; Museu de Belas Artes de Ruão

Segundo o historiador bizantino do século XII João Zonaras, era sobrinho de Odenato (r. 252–267), enquanto a História Augusta cita-o como primo e enumera-o entre os Trinta Tiranos. À época, por seu papel no combate ao xá Sapor I (r. 240–270), Odenato havia sido nomeado corretor do Oriente (corrector totius orientis) pelo imperador Galiano (r. 253–268) e declarou-se rei de reis, implicando que se via como rival dos persas e protetor da região contra eles. Além disso, seu filho Heranes I foi elevado como cogovernante.
No início de 267, Odenato e Heranes retornaram da vitória em Ctesifonte, capital de Sapor I, e pararam em Emessa para uma festa de aniversário. Na ocasião, foram mortos por Meônio. Segundo a História Augusta, o ocorrido foi fruto de conspiração arranjada por Zenóbia, esposa de Odenato, que queria seus filhos como herdeiros e não Heranes, filho de outra mulher. Para Zonaras, a morte de Odenato foi motivada por uma disputa durante uma caça. De acordo com seu relato, Meônio acompanhou Odenato numa caçada e atirou a lança contra o animal primeiro, matando-o. Odenato se enfureceu e ameaçou-o, mas Meônio continuou a fazer o mesmo e foi punido com o confisco de seu cavalo, algo tido como insultuoso. Meônio ameaçou-o e foi posto em correntes. Depois, Heranes pediu a Odenato que Meônio fosse libertado, e quando Odenato estava bêbado, Meônio matou-o e a Heranes.
A História alega que suas ações foram motivadas pela intensa inveja que sentia de Odenato; o historiador André Chastagnol pensa que o assassinato pode ter efetivamente ocorrido, mas o caráter dissoluto de Meônio é uma invenção do autor da História Augusta. Para Zonaras, Meônio foi morto imediatamente após o assassinato, enquanto a História diz que se proclamou imperador, sendo morto pelos soldados pouco depois. Segundo William Smith, a coleção Pembroke possuía uma moeda de caráter duvidoso na qual havia a legenda Imp. C. Maeonius ("Imperador Caio Meônio"), enquanto as publicadas por Hubert Goltzius eram inequivocamente espúrias. Para Richard Stoneman, Meônio, para além da suposta relação conspiratória com Zenóbia, deve ser entendido como rival ao trono ou membro de um grupo que desaprovava a atitude amigável de Odenato em relação ao Império Romano.